# Calyptocephala paralutea
Calyptocephala paralutea là một loài bọ cánh cứng trong họ Chrysomelidae. Loài này được Buzzi & Miyazaki miêu tả khoa học năm 1992.